# Nová Ves u Leštiny
Nová Ves u Leštiny là một làng thuộc huyện Havlíčkův Brod, vùng Vysočina, Cộng hòa Séc.